# 蒂萨伊诺考
蒂萨伊诺考（匈牙利語：Tiszainoka）是匈牙利亚斯-瑙吉孔-索尔诺克州所辖的一个村，总面积17.92平方公里，总人口410，人口密度22.9人/平方公里（2010年1月1日）。